# Cetinje
Cetinje (en serbe cyrillique : Цетиње ; en italien : Cettigne) est une ville et une municipalité du sud-ouest du Monténégro. En 2003, la ville comptait 15 137 habitants et la municipalité 18 482.
L'héritage culturel de Cetinje en fait la capitale historique du pays, à laquelle on attribue souvent le titre de « capitale du trône » (en monténégrin prestonica). Elle accueille aujourd'hui la résidence principale du président du Monténégro.

## Géographie
Cetinje est située dans le Sud du Monténégro, à 30 km à l'ouest de la capitale administrative, Podgorica.
La ville se trouve logée sur une petite plaine karstique entourée de montagnes calcaires dont l'imposant mont Lovćen, la montagne noire de laquelle « Monténégro », forme latinisée de Crna Gora, tire son nom.

## Histoire
La fondation de Cetinje s'inscrit dans le contexte historique, politique et économique du XVe siècle. Les guerres menées par les Turcs forcèrent Ivan Crnojević, seigneur de l'ancienne région de Zeta, à déplacer la capitale de son pays de la ville fortifiée de Žabljak vers Obod, en 1475, et peu après vers les contreforts du Mont Lovćen. Il y construisit sa demeure ainsi qu'un monastère. La ville fut nommée Cetinje d'après la rivière Cetina, toute proche. Le nouveau monastère devint un centre religieux régional important. La ville quant à elle ne devint pas seulement le centre de la vie séculaire, mais aussi un centre spirituel, où Đurađ Crnojević, le fils d'Ivan, fonda la première imprimerie du sud des Balkans.

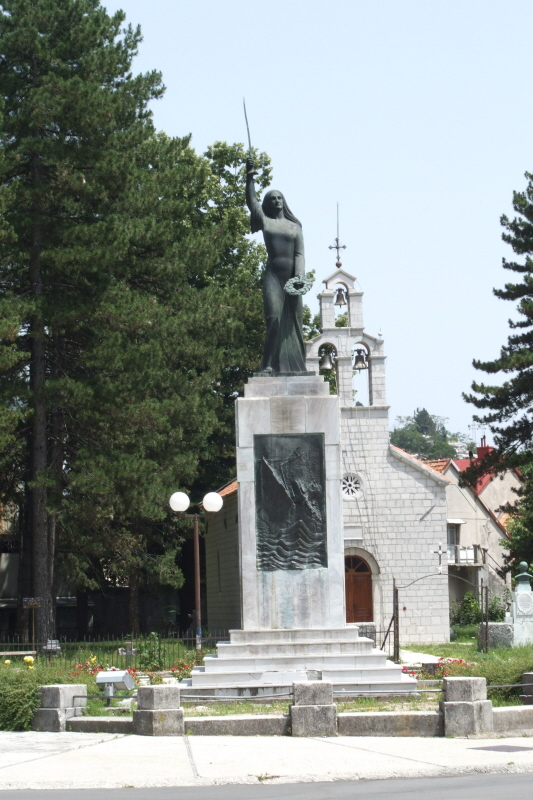
Mémorial Lovćen devant l'église Vlach à Cetinje.

L'expansion de Cetinje sous le règne de la dynastie Crnojević s'interrompit dès la fin du XVe siècle. À cette époque, la Zeta perdit son indépendance. En 1499, l'unique zone libre du pays, dès lors nommée Monténégro, se situait entre la rivière Crnojević et la baie de Kotor.
Les deux siècles qui suivirent furent une longue période de stagnation pour Cetinje. La ville subit à plusieurs reprises les attaques venitiennes et ottomanes. Au XVIe siècle, la cour et le monastère de la dynastie Crnojević furent détruits. Ce ne fut qu'à la fin du XVIIe siècle que la ville reprit son essor, sous l'égide de la dynastie Petrović et du prince-évêque Danilo I Šćepčev Petrović-Njegoš, son fondateur.
La libération du pays de l'emprise ottomane et le renforcement de l'unité nationale furent les deux grandes préoccupations de Danilo Ier et de ses successeurs. Peu de temps fut consacré à l'expansion de la ville durant leurs règnes. Ce ne fut que lorsque Petar II prit le pouvoir qu'un réel progrès vit le jour. En 1838, il construisit à Cetinje sa nouvelle résidence, la Biljarda, aujourd'hui transformée en musée. Cetinje connut alors une période d'urbanisation conséquente.
L'indépendance monténégrine fut reconnue par le Congrès de Berlin en 1878, permettant à Cetinje de devenir la capitale d'un État européen. Des bâtiments modernes furent érigés afin d'accueillir les consulats étrangers, grâce aux récentes relations diplomatiques nouées par le pays. Les consulats de la France, de la Russie, du Royaume-Uni ou encore de l'Italie comptèrent alors parmi les plus beaux exemples de cette architecture civile de la fin du XIXe siècle.
La ville connut une nouvelle période d'urbanisation durant le règne de Nicolas Ier. On construisit le premier hôtel de la ville, appelé Lokanda, mais aussi l'hôpital municipal et le nouveau palais princier.
En 1910, le Monténégro fut proclamé royaume. Cela eut un réel effet sur son développement. La nouvelle maison du gouvernement, symbole du pouvoir de l'État, fut construite. La plus petite capitale du monde (5 895 habitants) connut un fort essor démographique. Elle devint un centre culturel et intellectuel, où des personnalités de renom vinrent en nombre.
Durant l'entre-deux-guerres, le territoire de Cetinje s'étendit peu à peu. Toutefois, il apparut rapidement pour les autorités en place que la ville ne pouvait assumer son rôle de capitale régionale. Décision fut donc prise de déplacer le parlement du Monténégro et l'ensemble des organes administratifs vers Titograd (l'ancien nom de Podgorica). Le rayonnement de Cetinje connut par la suite un fort déclin. Elle devint peu à peu une cité industrielle et négligea le développement de son potentiel traditionnel, culturel et touristique.
Ces dernières années, avec l'accession du pays à l'indépendance et l'apparition de nouvelles politiques de développement, la ville semble retrouver peu à peu son statut de pôle culturel majeur du Monténégro. Elle abrite aujourd'hui cinq institutions de la république : la Bibliothèque nationale centrale « Djurdje Crnojevic », le Musée national du Monténégro, les Archives du Monténégro, l'Institut de la République pour la préservation du patrimoine culturel, et le Théâtre royal national « Zetski dom ». Ces institutions constituent un trésor culturel d'importance mis à la disposition du public.
En décembre 2005, la nouvelle résidence officielle du président de la république du Monténégro a été inaugurée à Cetinje.

## Localités de la municipalité de Cetinje

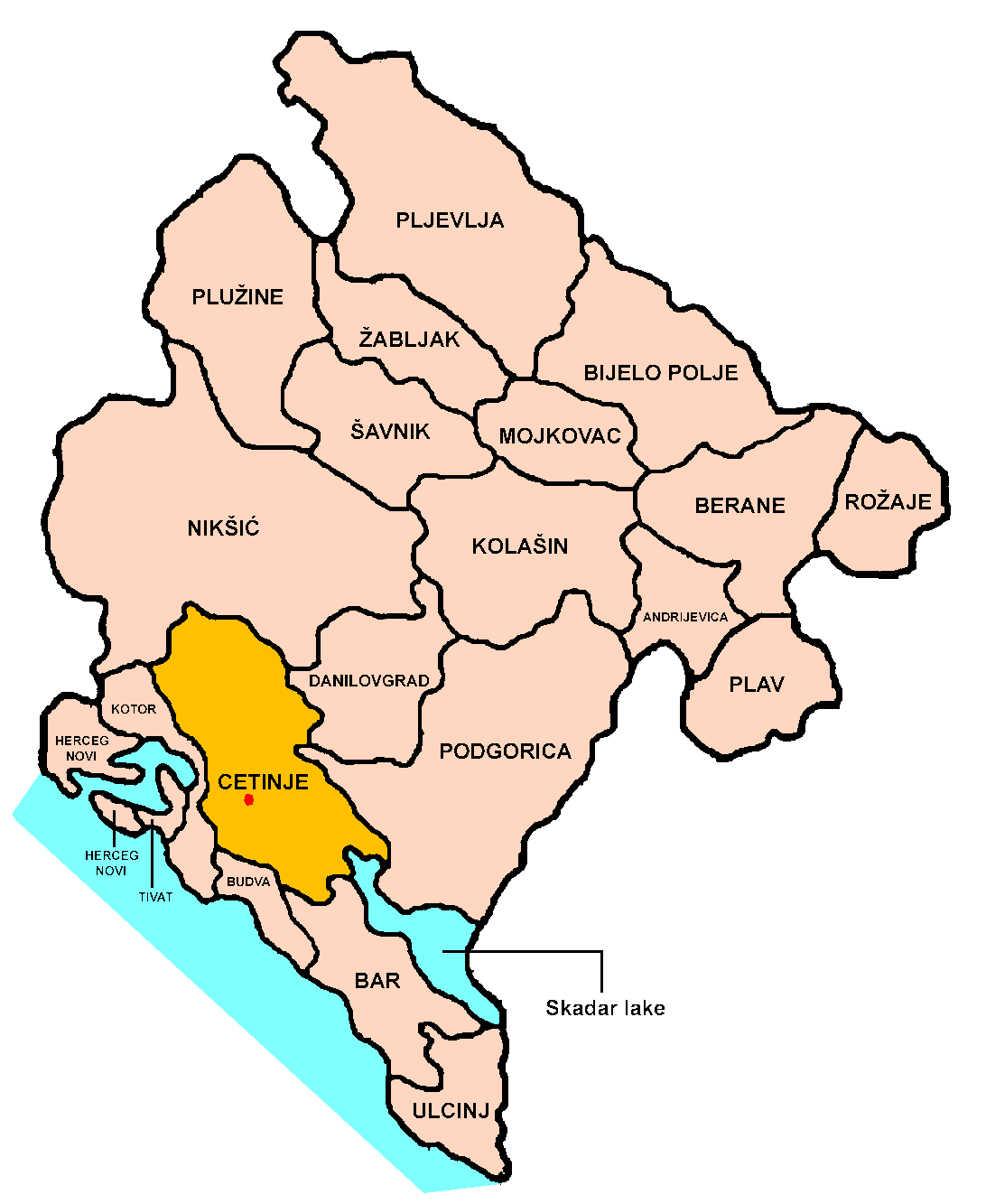
La municipalité de Cetinje.

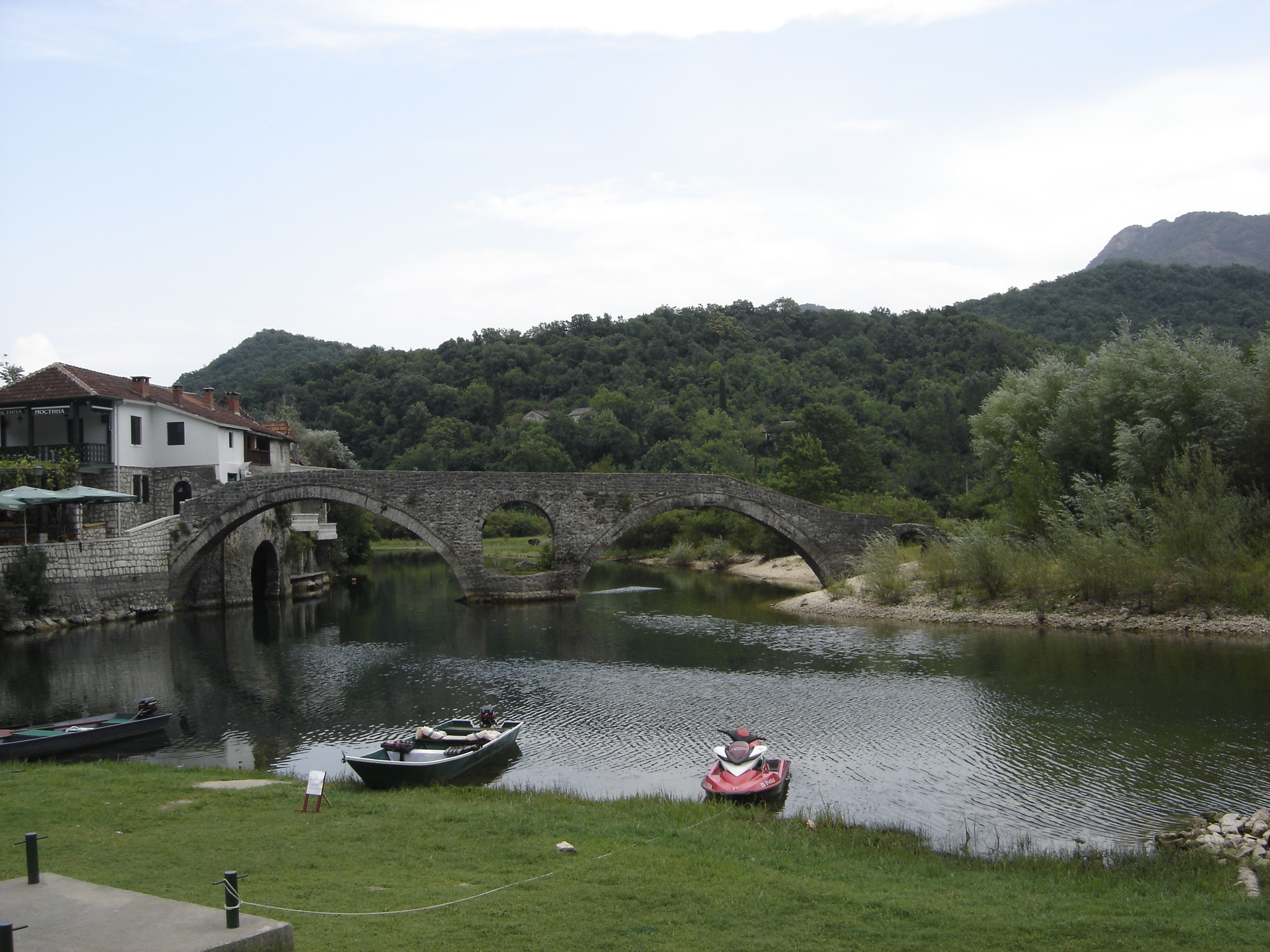
Le vieux pont de Rijeka Crnojevića dans la municipalité de Cetinje.

La municipalité de Cetinje compte 94 localités :

## Démographie

### Ville

#### Évolution historique de la population dans la ville
| 1948  | 1953  | 1961  | 1971   | 1981   | 1991   | 2003   |
| ----- | ----- | ----- | ------ | ------ | ------ | ------ |
| 9 038 | 9 102 | 9 359 | 11 876 | 14 088 | 15 946 | 15 137 |

En 2008, la population de Cetijne était estimée à 14 668 habitants.

## Économie
À la suite de la Seconde Guerre mondiale, Cetinje devint une ville industrielle. Elle développa, notamment, la manufacture de chaussures et les usines d'électroménager. Dès la fin des années 1980 et la chute du régime communiste, les autorités prirent peu à peu conscience de la richesse culturelle que constituait la ville, richesse pour le moins négligée jusque-là. Dès lors, l'économie de la ville s'orienta davantage vers le tourisme. Des efforts significatifs furent entrepris à cet effet (amélioration du cadre de vie, aménagement de musées...).

## Transports

### Transport routier
Cetinje est reliée à Budva et Podgorica par une route à grande circulation, en partie à trois voies. Chacune de ces deux villes sont à environ 30 km de Cetinje. Il existe également une route historique vers Kotor, qui n'est pas de qualité optimale, mais qui offre une vue étonnante sur la fameuse baie de Kotor.

### Transport aérien
L'aéroport de Tivat, qui propose des lignes régulières vers Zurich et Belgrade, est à 50 km de Cetinje. Celui de Podgorica est à 55 km et propose plusieurs liaisons aériennes vers de nombreuses destinations en Europe.

## Culture

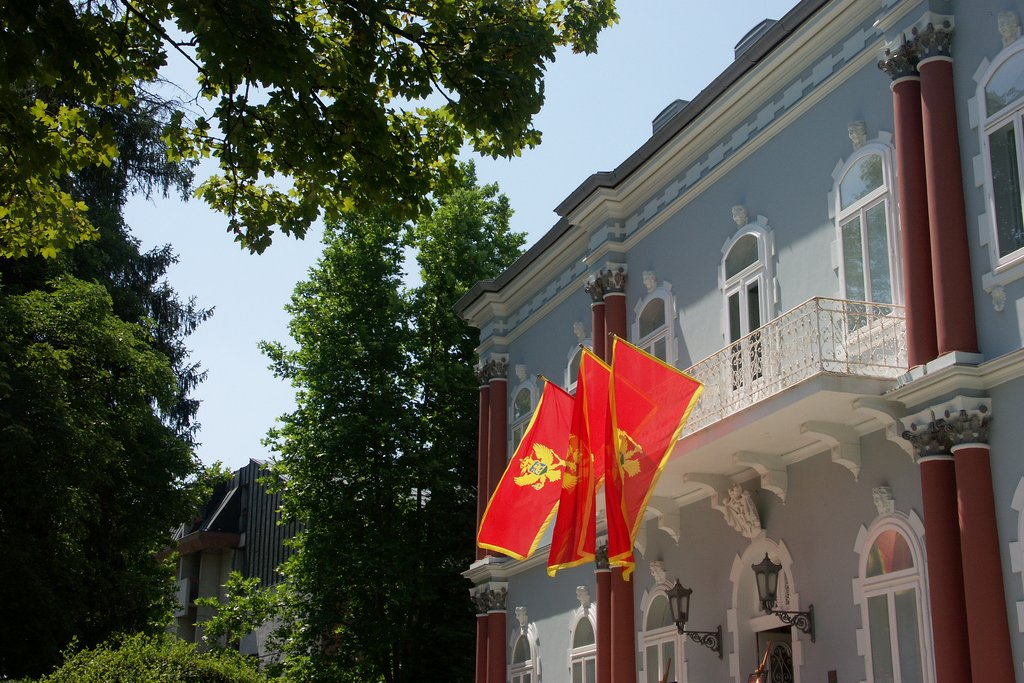
Plavi Dvorac, le palais bleu

### Imprimeries
Cetinje possède un riche héritage en matière d'imprimerie et de publications. L'importance de l'imprimerie Crnojevići (1492-1496) et des livres qui y furent publiés fut considérable pour la culture monténégrine et pour le patrimoine culturel des peuples des Balkans. Elle fut notamment reconnue pour avoir diffusé l'alphabet cyrillique et avoir ainsi été le maillon fort d'une vaste culture littéraire. D'autres imprimeries poursuivirent cette tradition, comme l'imprimerie Njegoš, entre 1833 et 1839, et l'imprimerie d'État, fondée en 1858. Elle fut renommée Obod en 1952.
Depuis leur fondation jusqu'à aujourd'hui, les imprimeries de Cetinje ont publié plus de 3 000 ouvrages, ce qui constitue un apport majeur pour le patrimoine national monténégrin. La première publication annuelle scientifique et littéraire du pays, Grlica, fut publiée en 1835, tandis que le premier journal, Le Monténégrin, imprima sa première une en 1871. Depuis, 60 journaux et plus de 30 magazines ont été édités. En 1914, alors que la ville comptait moins de 6 000 habitants, elle imprimait pas moins de 6 quotidiens différents.

### Bibliothèques
Les plus anciennes bibliothèques monténégrines, tout comme les plus anciens ouvrages imprimés, se trouvent à Cetinje. À ce sujet, la ville est reconnue à l'échelon international. La bibliothèque doyenne est celle du monastère de Cetinje, fondée à la fin du XVe siècle, en même temps que l'imprimerie de Crnojevići. Aujourd'hui, elle comporte 75 anciens manuscrits écrits en cyrillique, quatre incunables et plusieurs ouvrages liturgiques. La première salle de lecture publique, connue sous le nom de salle de lecture de Cetinje, fut fondée en 1896. Le succès de cette institution fut maintenu par la Bibliothèque municipale et par la salle de lecture Njegoš, qui propose environ 63 000 livres et périodiques.
Cette tradition est également perpétuée par les bibliothèques scolaires de la ville. La plus ancienne remonte à 1834.

### Musées
Les différents musées de Cetinje sont les suivants :
- Musée de l'État,
- Musée Petar I Petrović-Njegoš,
- Musée d'ethnographie,
- Musée d'histoire,
- Musée artistique[4],
- Musée du monastère de Cetinje,
- Musée de l'industrie électrique.

Ils sont tous, à l'exception des deux derniers, intégrés au Musée national du Monténégro. Ce nombre important de musées et une quantité conséquente d'objets culturels ont donné à Cetinje une réputation de "ville-musée". Tous les deux ans, enfin, une exposition internationale se tient dans la ville, la Biennale de Cetinje. Elle fut fondée par le prince Nikola Petrović-Njegoš, petit-fils du roi Nicolas Ier.

### Religion
Cetinje est le siège de la métropole du Monténégro et du littoral, elle-même dépendante de l'Église orthodoxe serbe.

### Sports
Les principaux clubs sportifs de la ville s'appellent Lovćen Cetinje, du nom du Mont Lovćen, montagne située aux abords de la ville :
- FK Lovćen Cetinje : club de football
- KK Lovćen Cetinje : club de basket-ball
- RK Lovćen Cetinje : club de handball

Parmi les sportifs célèbres, on trouve :
- Veselin Vujović, né le 18 janvier 1961, premier joueur à être élu meilleur handballeur mondial de l'année.
- Danka Kovinic, joueuse de tennis et classée dans le top 50 WTA
- Ljubomir Radanović, né 21 juillet 1960, footballeur membre de l'équipe de Yougoslavie de football au championnat d'Europe de football 1984.

## Lieux et monuments

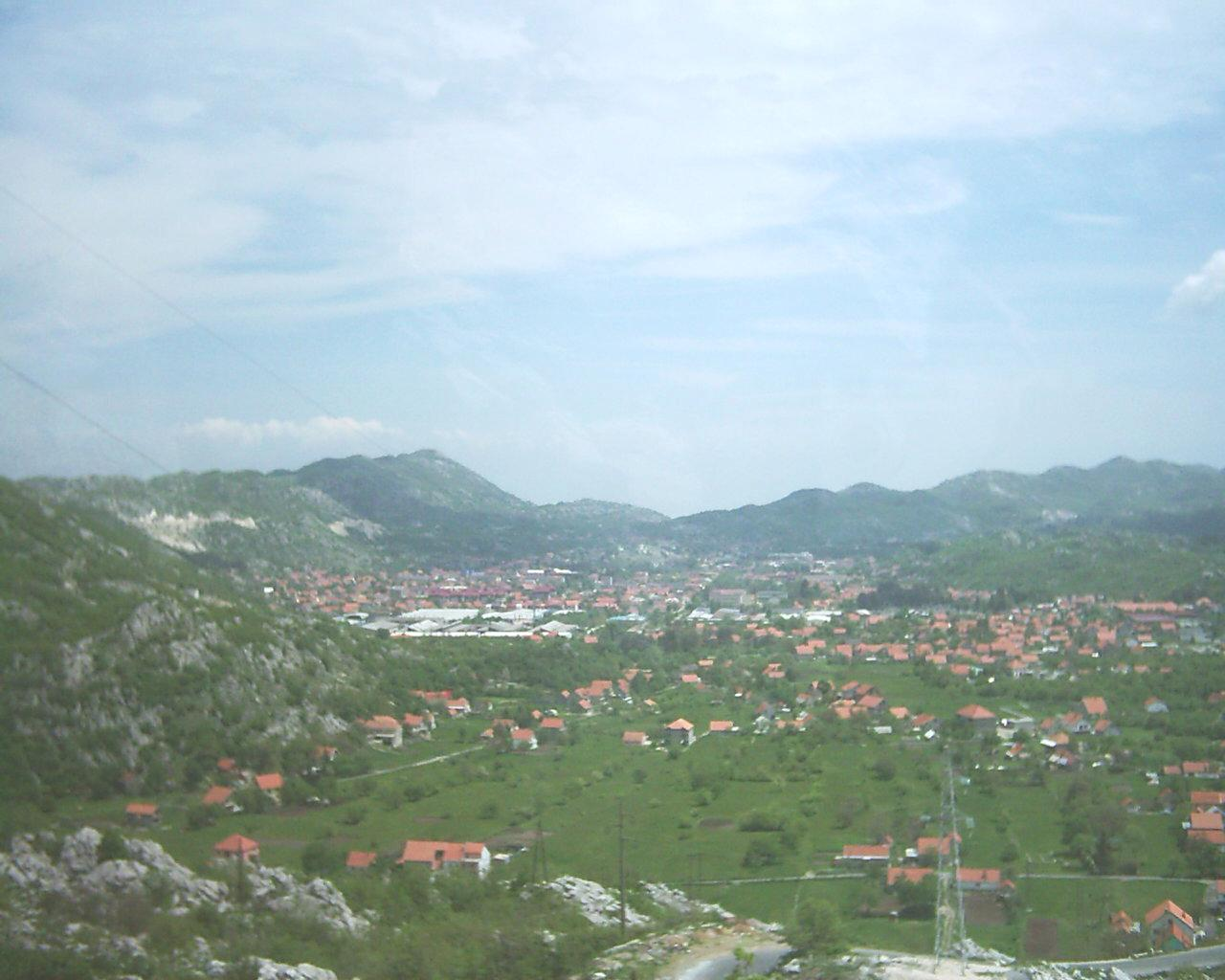
Vue de Cetinje
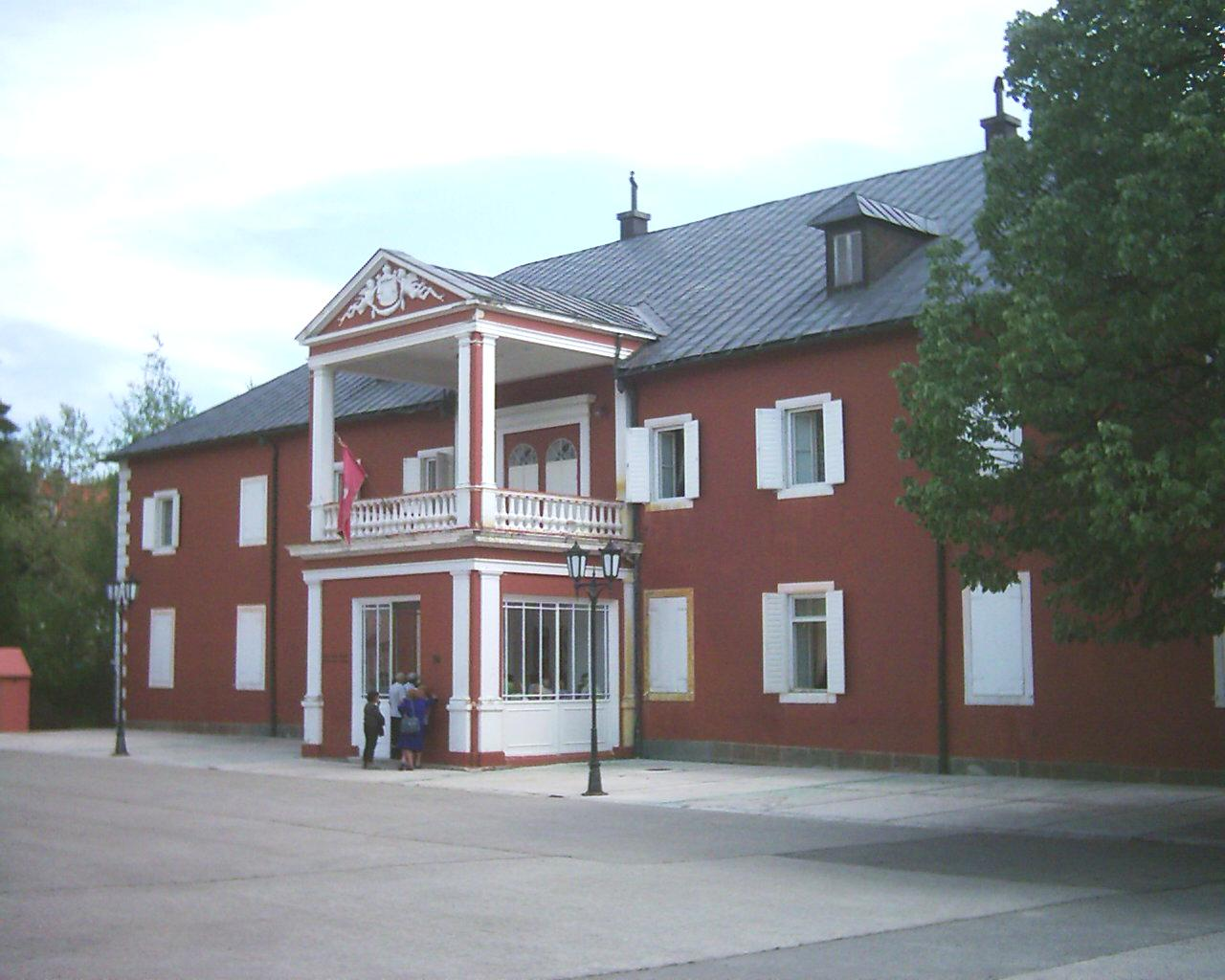
Façade du palais des princes puis des rois du Monténégro
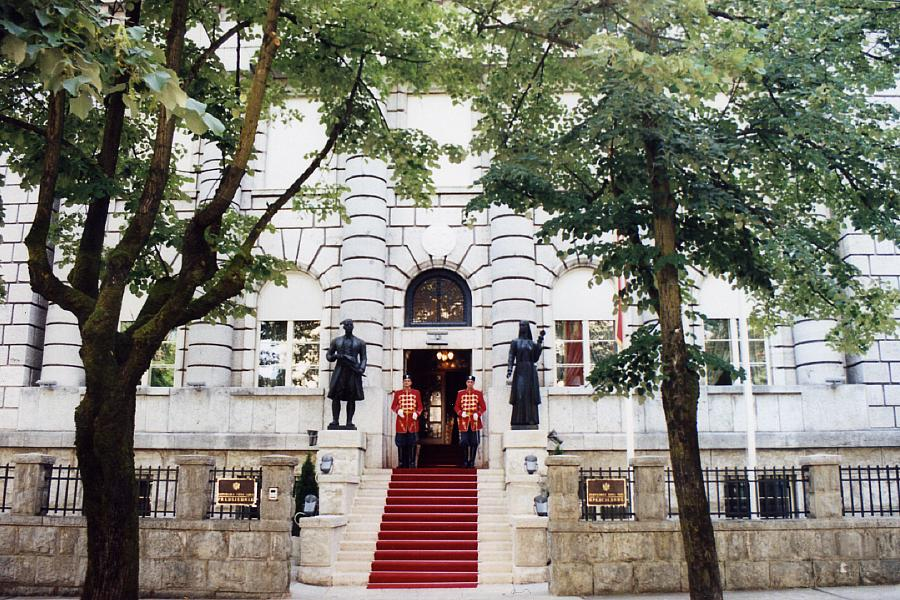
Façade principale du palais présidentiel du Monténégro
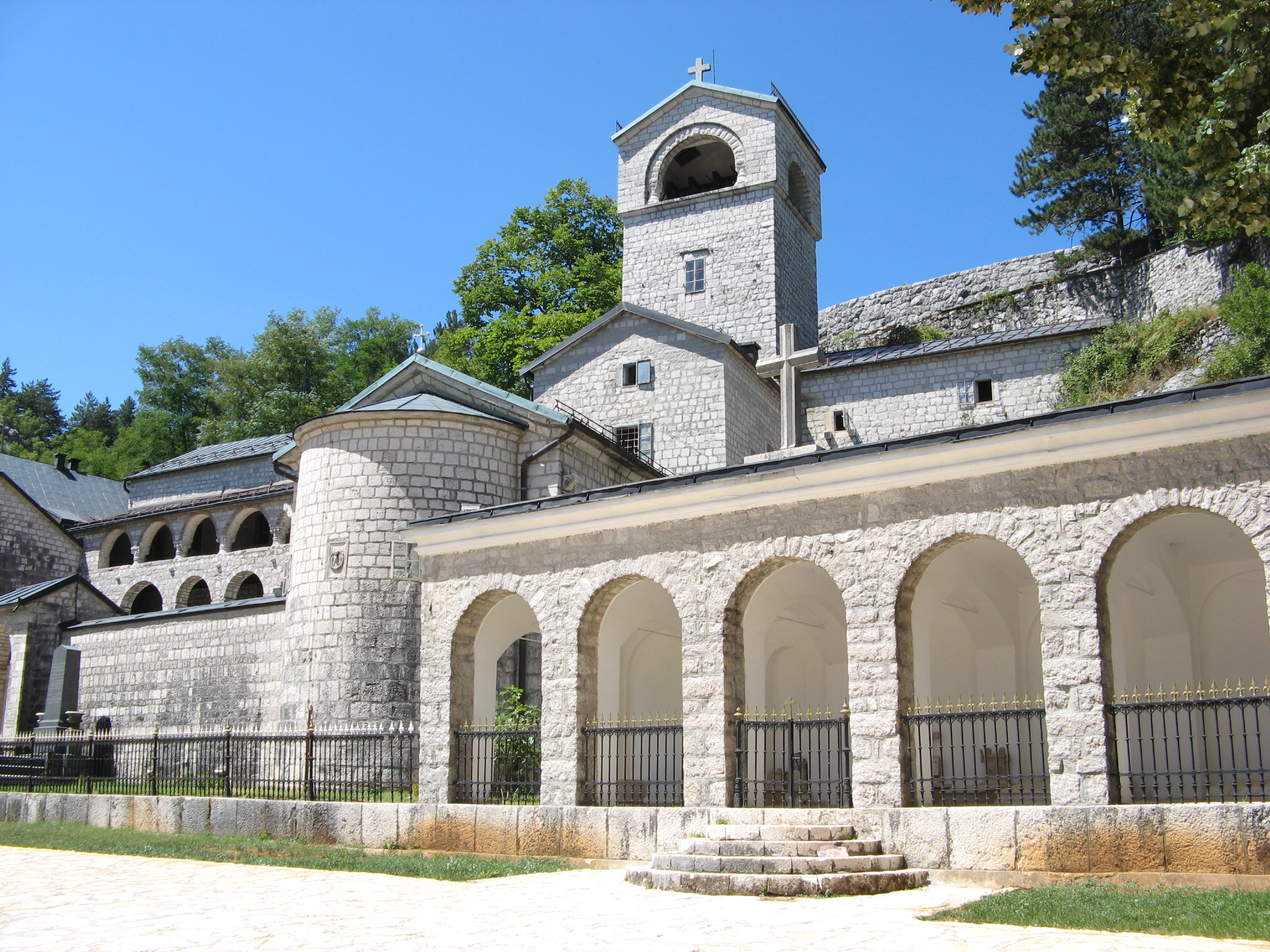
Monastère de Cetinje
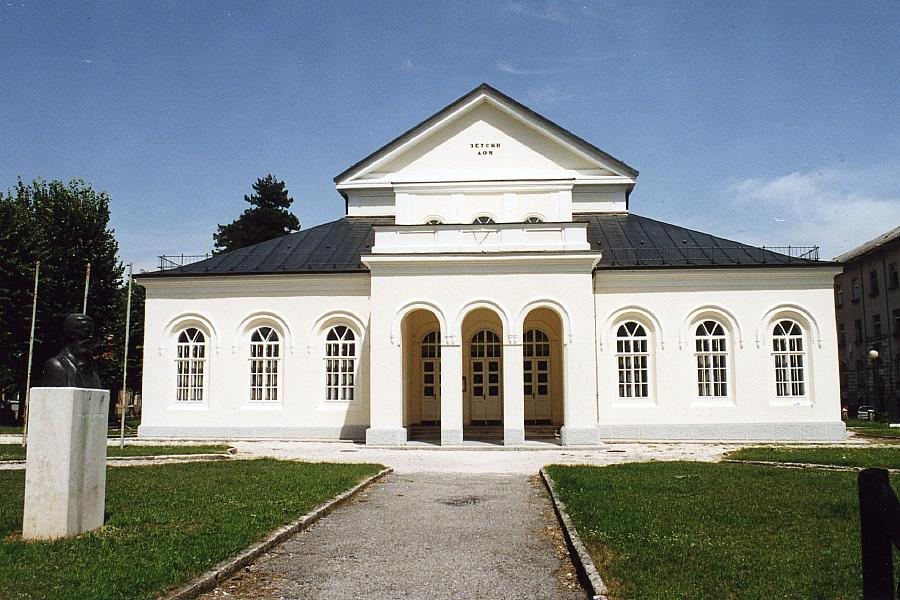
Théâtre royal Zetski Dom
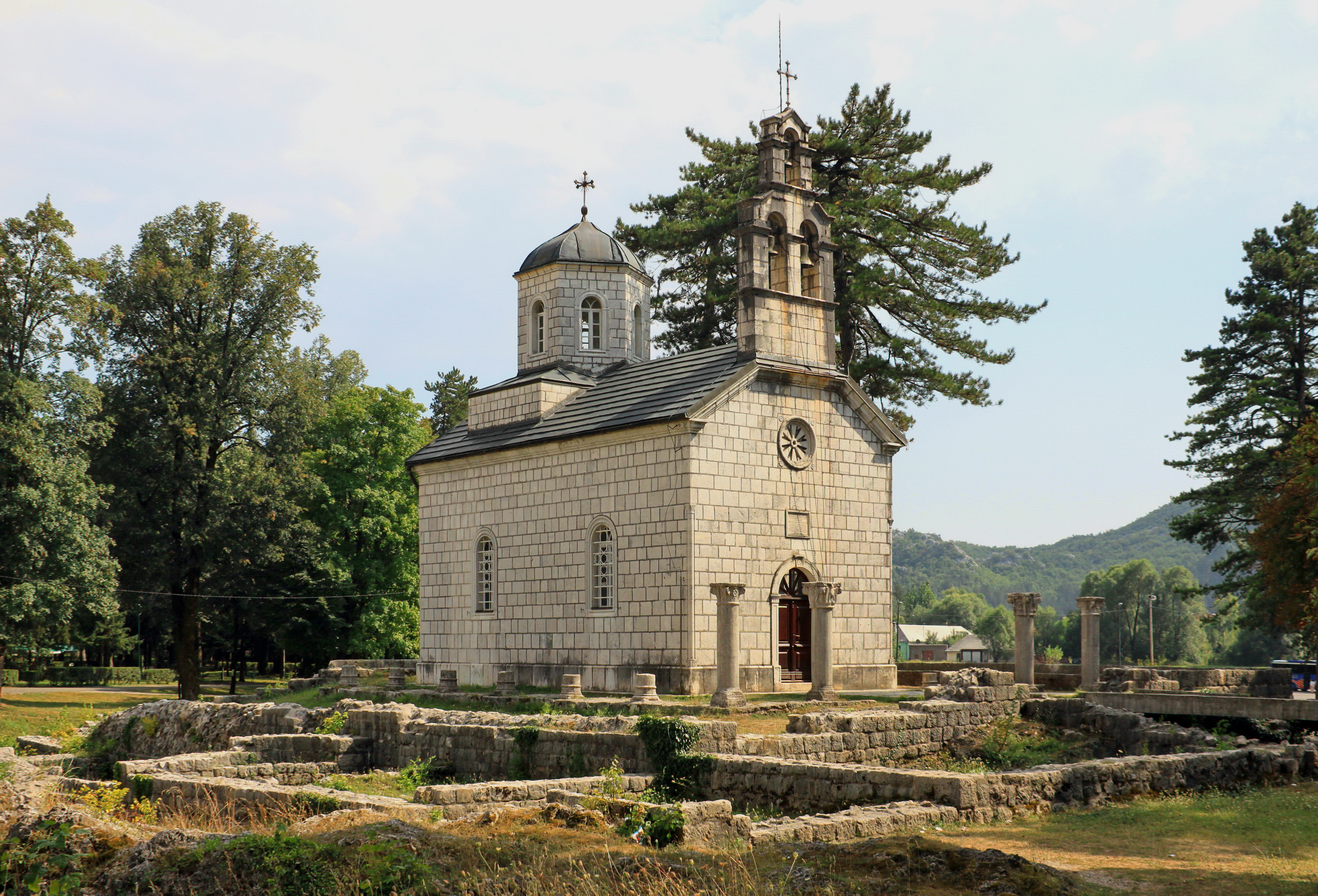
Église de la Cour
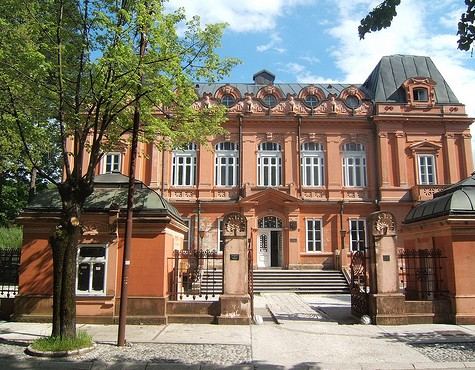
Ancienne ambassade de la Russie

## Personnalités liées à la ville
- Danilo II Aleksander Petrović-Njegoš, fils de Nicolas Ier de Monténégro, né le 29 juin 1871 à Cetinje.
- Milo Milunović, peintre né le 18 août 1897 à Cetinje.
- Frédéric Rossif, cinéaste né le 14 août 1922 à Cetinje.
- Dado (Miodrag Djuric, dit), peintre et graveur né le 4 octobre 1933 à Cetinje.
- Miomir Mugoša, homme politique et maire de Podgorica entre 2000 et 2014, né le 23 juillet 1950 à Cetinje.
- Veselin Vujović, joueur de handball né le 18 janvier 1961 à Cetinje.
- Danka Kovinić, joueuse de tennis née à Cetinje.
- Milica Dabović, joueuse de basket-ball serbe née le 16 février 1982 à Cetinje.
- Ljubomir Radanović, joueur de football né le 21 juillet 1960 à Cetinje.

## Distinction
Cetinje est récipiendaire de l'Ordre du Héros national.